# Vlaggenregister
Het vlaggenregister is een door de Hoge Raad van Adel (HRvA) beheerd register waarin de vlaggen van de publiekrechtelijke lichamen in het koninkrijk zijn beschreven. De vlaggen zelf worden door de besturen van deze lichamen vastgesteld, na advies te hebben ingewonnen bij de HRvA. Dit is door de minister van Binnenlandse Zaken middels een rondschrijven verzocht aan de provincies in 1948, aan de gemeenten in 1957 en aan de waterschappen in 1961. In 1970 zijn de gemeenten en waterschappen opgeroepen hun vlaggendocumentatie aan de HRvA beschikbaar te stellen.
De HRvA heeft kennis van de vlaggenkunde om een vlagontwerp te beoordelen op juistheid en geschiktheid voor gebruik. Vlaggen worden slechts beoordeeld nadat een wapen voor het betreffende bestuursorgaan is vastgesteld. Vaststelling van een wapen van een publiekrechtelijk lichaam behoort ook tot de taken van de HRvA. De HRvA kan ook zelf een voorstel voor een vlag indienen.